# 제53회 영국 아카데미 영화상
제53회 영국 아카데미 영화상은 1999년의 최고의 영화를 기리기 위해 2000년 4월 9일에 열린 시상식이다. 런던 레스터 스퀘어, Odeon 극장에서 개최되었으며 사회자는 Jack Docherty이다.

## 수상

### 작품상
- 아메리칸 뷰티 - 브루스 코헨 수상

### 알렉산더 코다 상
- 우리는 파키스탄인 - Leslee Udwin 수상

### 데이빗 린 상
- 내 어머니의 모든 것 - 페드로 알모도바르 수상

### 칼 포먼 상
- 쥐잡이 - 림 램지 수상

### 남우주연상
- 아메리칸 뷰티 - 케빈 스페이시 수상

### 여우주연상
- 아메리칸 뷰티 - 아네트 베닝 수상

### 남우조연상
- 리플리 - 주드 로 수상

### 여우조연상
- 무솔리니와 차 한 잔 - 매기 스미스 수상

### 각본상
- 존 말코비치 되기 - 찰리 카우프만 수상

### 각색상
- 엔드 오브 어페어 - 닐 조던 수상

### 편집상
- 아메리칸 뷰티 - 터릭 앤워 수상

### 촬영상
- 아메리칸 뷰티 - 콘라드 L. 홀 수상

### 음향상
- 매트릭스 - David Lee 수상

### 의상상
- 슬리피 할로우 - 콜린 앳우드 수상

### 분장상
- Christine Blundell 수상

### 특수시각효과상
- 매트릭스 - John Gaeta 수상

### 프로덕션디자인상
- 슬리피 할로우 - 릭 하인리츠 수상

### 외국어영화상
- 내 어머니의 모든 것 - 어구스틴 알모도바 수상

### 단편애니메이션작품상
- 눈이 아름다운 남자 - Jonathan Bairstow 수상

### 단편영화작품상
- Joern Utkilen 수상

### 안소니 아스퀴스상
- 아메리칸 뷰티 - 토머스 뉴먼 수상

## 같이 보기
- 제72회 아카데미상
- 제25회 세자르상
- 제52회 미국 감독 조합상
- 제13회 유럽 영화상
- 제57회 골든 글로브상
- 제20회 골든 래즈베리상
- 제6회 미국 배우 조합상
- 제52회 미국 작가 조합상